# 236-я гвардейская артиллерийская бригада
236-я гвардейская артиллерийская бригада (сокр. 236 абр, в/ч 53195) — тактическое соединение Сухопутных войск Российской Федерации.
Дислоцируется в г. Коломна Московской области. Бригада находится в составе 20-й гвардейской общевойсковой армии.

## История
Соединение ведёт свою историю от научно-исследовательского оружейного полигона, учреждённого военным ведомством Российской империи 15 декабря 1904 года под Санкт-Петербургом. В 1927 году полигон передислоцирован в Щурово. На полигоне проходили испытания новейшие образцы стрелкового вооружения. На полигоне испытывался Автомат Калашникова.
С 1962 года на базе центра проводились сборы и занятия по переобучению военачальников. В 1980-х годах был сформирован 900-й учебный центр по подготовке специалистов вооружения и артиллеристов-противотанкистов.
1 сентября 1996 года в военном городке Ларцевы Поляны был создан 1000-й учебный центр боевого применения ракетных войск и артиллерии сухопутных войск (в/ч 43556).
В учебном центре за время существования прошли переподготовку более 2 тысяч офицеров противотанковой артиллерии и артиллерийской разведки, подготовлено для ракетных войск и артиллерии более 15 тысяч младших военных специалистов по 18 специальностям.
1 декабря 2017 года сформирована 236-я артиллерийская бригада путём переформирования 1000-го учебного центра боевого применения ракетных войск и артиллерии в 2017 году. Бригада вошла в состав 20-й гвардейской общевойсковой армии Западного военного округа с дислокацией в г. Коломна.
27 декабря 2018 года личному составу 236-й артиллерийской бригады вручено Боевое знамя нового образца. Торжественная церемония состоялась в расположении части в Московской области в присутствии военнослужащих части, а также приглашённых гостей — юнармейских отрядов, ветеранов войны, представителей органов власти и местного самоуправления.
31 марта 2023 года Указом президента России бригаде присвоено почётное наименование «гвардейская» за массовый героизм и отвагу, стойкость и мужество проявленные личным составом бригады в боевых действиях по защите Отечества и государственных интересов в условиях вооружённых конфликтов.

## Комплекс памяти
В 236-й артиллерийской бригаде ЗВО создан комплекс памяти, посвящённый Героям Советского Союза и кавалерам ордена Славы. На территории бригады разбиты более 10 аллей героев, открыты комнаты героев, а в музее полигона, который насчитывает 110-летнюю историю, создана выставка вооружения и военной техники, которая была изобретена на базе полигона и учебного центра, а также выставка образцов современной техники, которую принимает бригада на вооружение.